# اوراخووو (راشکا)
اوراخووو (به صربی: Orahovo) یک منطقهٔ مسکونی در صربستان است که در راشکا واقع شده‌است. اوراخووو ۳۴ نفر جمعیت دارد.